# Athelicium stridii
Athelicium stridii är en svampart som beskrevs av K.H. Larss. & Hjortstam 1986. Enligt Catalogue of Life ingår Athelicium stridii i släktet Athelicium,  och familjen Atheliaceae, men enligt Dyntaxa är tillhörigheten istället släktet Athelicium,  och familjen Hygrophoraceae. Arten är reproducerande i Sverige. Inga underarter finns listade i Catalogue of Life.